# Timothy Toroitich
Timothy Toroitich, född 10 oktober 1991, är en ugandisk långdistanslöpare.
Toroitich tävlade för Uganda vid olympiska sommarspelen 2016 i Rio de Janeiro, där han slutade på 23:e plats på 10 000 meter.